# Fasta tillståndets elektronik

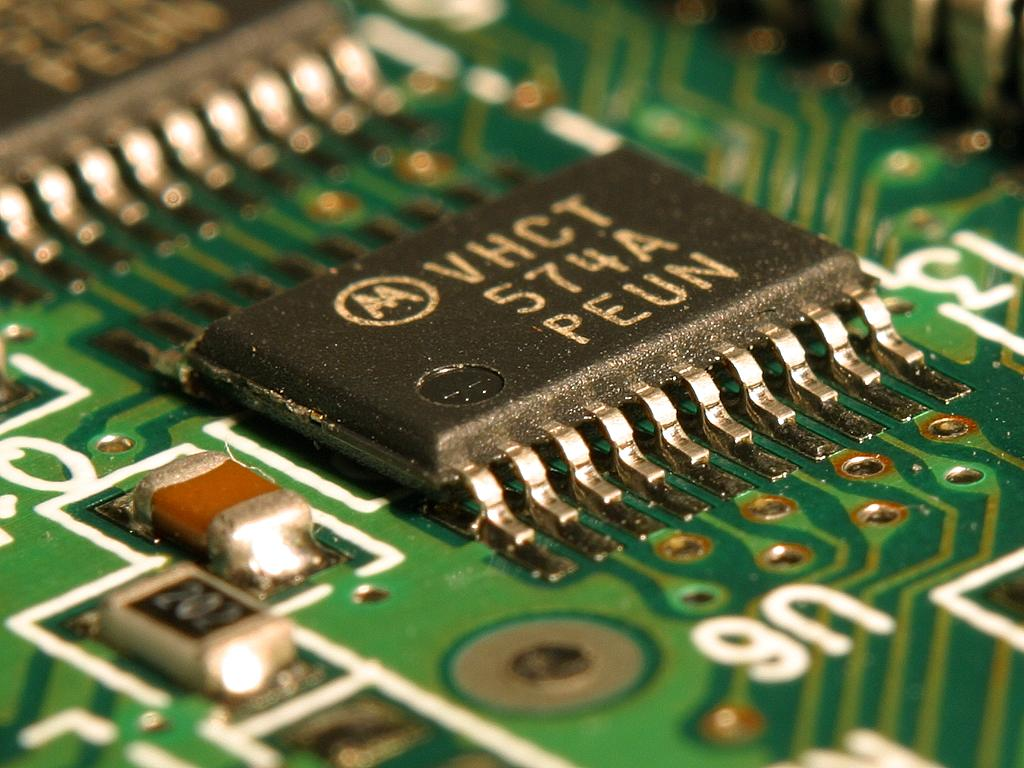
En integrerad krets (IC) på ett kretskort. Alla elektriska processer i kretsen sker i fasta material.

Fasta tillståndets elektronik (engelska: solid state electronics eller bara solid state) är en form av elektronik som baseras på fasta tillståndets fysik. Detta handlar vanligen om halvledarenheter som transistorer, dioder och integrerade kretsar (IC).
Termen används också som ett adjektiv för enheter där halvledarelektronik som inte har några rörliga delar ersätter enheter med rörliga delar. Här ingår halvledarreläet, där transistoromkopplare används istället för ett elektromekaniskt relä med rörlig arm av en halvledarenhet som används i en halvledartyp i dator (SSD) för att ersätta hårddiskar som lagrar data på en roterande disk.

#### Solid state batterier
Detta är en ny variant på batterier som under 2024 lanserades. Skillnaden mellan Solid state batterier och traditionella batterier är att dessa har en fast elektrolyt istället för en flytande elektrolyt. Dessa har tagits fram för att bilbranschen länge kämpat med faktorer som energidensitet samt risk för brand och explosion i batteriet.
De första batterierna som lanserats till elbilar har varit med en så kallad semi solid state tekniken, vilket innebär att elektrolyten är porös, med några få procent fukt i porerna.
IM Motors  och Nio  var två av de elbilsmärkena som under 2024 lanserat bilar med semi solid state teknik. Dessa har 360Wh/kg vilket är i snitt dubbelt så hög energidensitet jämfört med elbilsbatterier med flytande elektrolyt.
Som stationära batterier för olika typer av fastigheter var Raymond Solar först med att lansera semi solid state batterier i norra Europa. 

## Historik
Termen solid state blev populär i början av halvledareran på 1960-talet för att särskilja den nya tekniken. En halvledarenhet fungerar genom att styra en elektrisk ström som består av elektroner eller hål som rör sig i ett fast kristallint stycke av halvledande material som kisel, medan de termioniska vakuumrören som den ersatte fungerade genom att styra en ström av elektroner eller joner i ett vakuum i ett förseglat rör.
Även om den första elektroniska enheten för fast tillstånd var "kattens morrhårsdetektor", en rå halvledardiod som uppfanns omkring 1904, började halvledarelektroniken med uppfinningen av transistorn 1947. Innan dess använde all elektronisk utrustning vakuumrör, eftersom vakuumrör var de enda elektroniska komponenterna som kunde förstärka alla elektroniska komponenter. Transistorn, som uppfanns av John Bardeen och Walter H. Brattain när de arbetade under William Shockley vid Bell Laboratories 1947, kunde också förstärka och ersatte vakuumrören. Det första hi-fi-systemet för transistorer utvecklades av ingenjörer vid GE och demonstrerades vid University of Philadelphia 1955. När det gäller kommersiell produktion var Fisher TR-1 den första "all transistor"-förförstärkaren, som blev tillgänglig i mitten av 1956. År 1961 släppte ett företag vid namn Transis-tronics en solid state-förstärkare, TEC S-15.
Ersättningen av skrymmande, ömtåliga, energikrävande vakuumrör med transistorer på 1960- och 1970-talen skapade en revolution inte bara inom tekniken utan i människors vanor, vilket möjliggjorde den första riktigt bärbara hemelektroniken som transistorradion, kassettbandspelaren, walkie-talkie och den första praktiska datorer och kvartsur. Andra exempel på elektroniska enheter i fast tillstånd är mikroprocessorchipset, LED-lampan, solcellen, Charge Coupled Device (CCD) bildsensor som används i kameror och halvledarlaser.
Också under 1960- och 1970-talen bytte TV-apparattillverkare från vakuumrör till halvledare och annonserade apparater som "100 procent solid state" även om katodstråleröret (CRT) fortfarande var ett vakuumrör. Det betydde att bara chassit var 100 procent solid state, inte inklusive CRT. Tidiga annonser förtydligade denna distinktion, men senare annonser antog att publiken redan hade blivit utbildad om det och förkortade den till bara "100 procent solid state". LED-skärmar kan sägas vara verkligt 100 procent solid-state.